# 東京迪士尼海洋
東京迪士尼海洋（日语：／）、簡稱迪士尼海洋，是一座屬於東京迪士尼度假區的迪士尼主題樂園，地點位於日本千葉縣的浦安市，佔地面積49 公頃；雖然叫做“東京”迪士尼海洋，但所有設施都在“千葉縣”。
樂園在2001年9月4日開幕。目前世界上只有“東京迪士尼樂園”和東京迪士尼海洋是唯一「非迪士尼公司直營」的迪士尼主題樂園，其真正的幕後經營者其實是日本「Oriental Land公司」，迪士尼總公司僅有商標權及版權。
東京迪士尼海洋已經成為全世界最多遊客、以及最受歡迎的迪士尼主題樂園之一，在2017年間估計有3,010萬名遊客造訪。這是東京迪士尼度假區中開幕的第二座樂園，同時也是全世界第九座開幕的迪士尼主題樂園。它的遊樂設施比起東京迪士尼樂園的夢幻可愛更加多了一份屬於成人的驚險刺激，這和它的姐妹樂園加州冒險樂園有著相似之處。迪士尼海洋的代表吉祥物是達菲熊。
由於日本的2019冠狀病毒病疫情影響，2020年2月29日開始休園。並於同年的7月1日重新開始營業。

## 建設計劃
最早關於日本第二座迪士尼主題公園的計劃，原本是要建設一座電影攝影棚類型的主題樂園，與美國佛羅里達州的華特迪士尼世界度假區、法國的巴黎迪士尼樂園度假區類似。但市場評估的結果認為日本對於電影文化還不夠熟悉，因此在1993年將樂園的主題變更為「海洋」，這也是全世界迪士尼樂園第一次出現的主題。
當初原本預計在美國洛杉磯長堤市興建的「DisneySea」（暫稱）計劃，因為地方居民的反對而終止。而這個概念最後被經營管理東京迪士尼樂園的Oriental Land公司沿用，重新企劃開發後成為東京迪士尼海洋的建造計劃。樂園於1998年10月22日正式動工，從建設開始至營運為止估計約耗費3,380億日元（約新台幣919億元）。

## 樂園配置

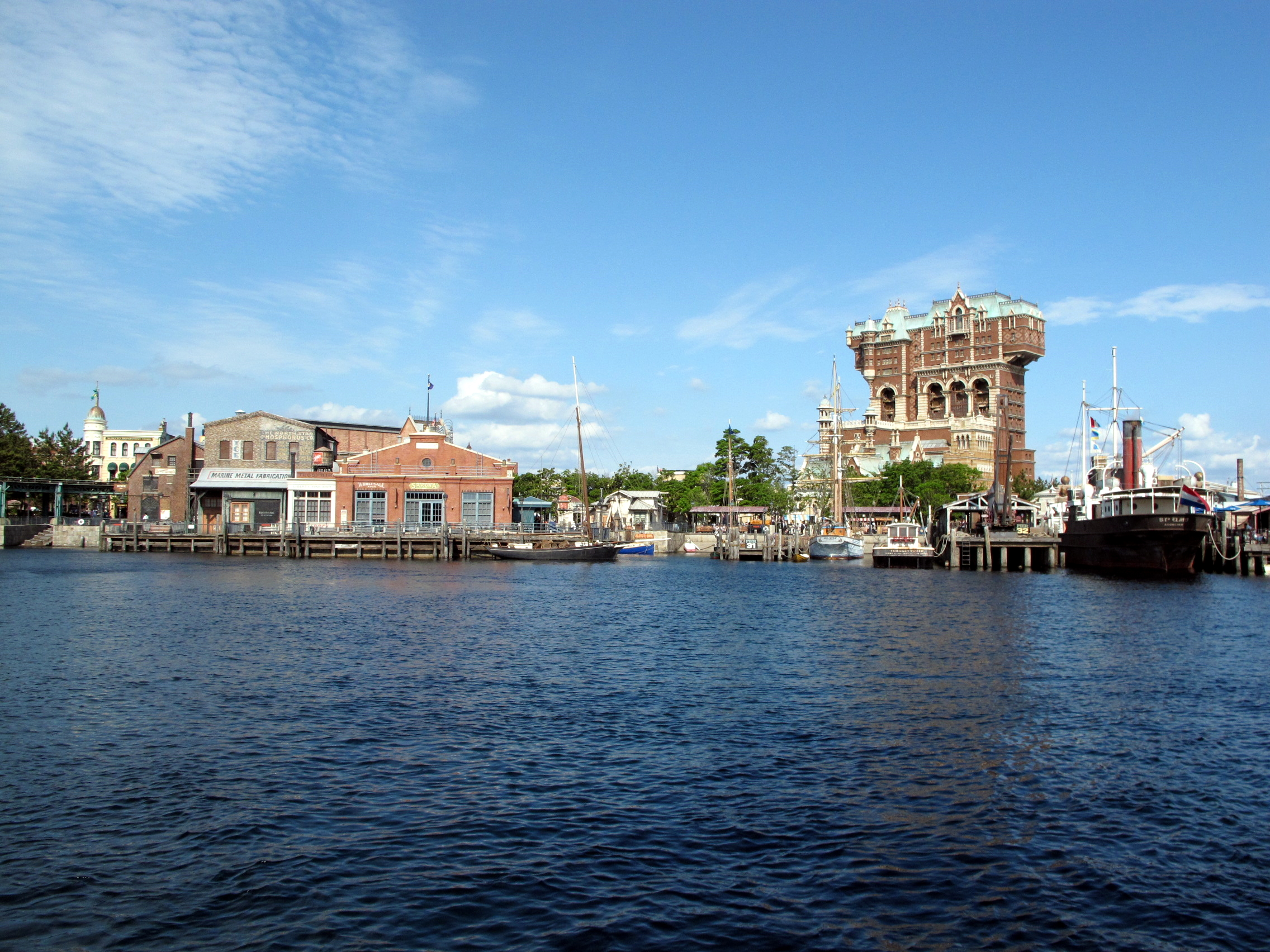
美國海濱以20世紀初期美國的海港為主題

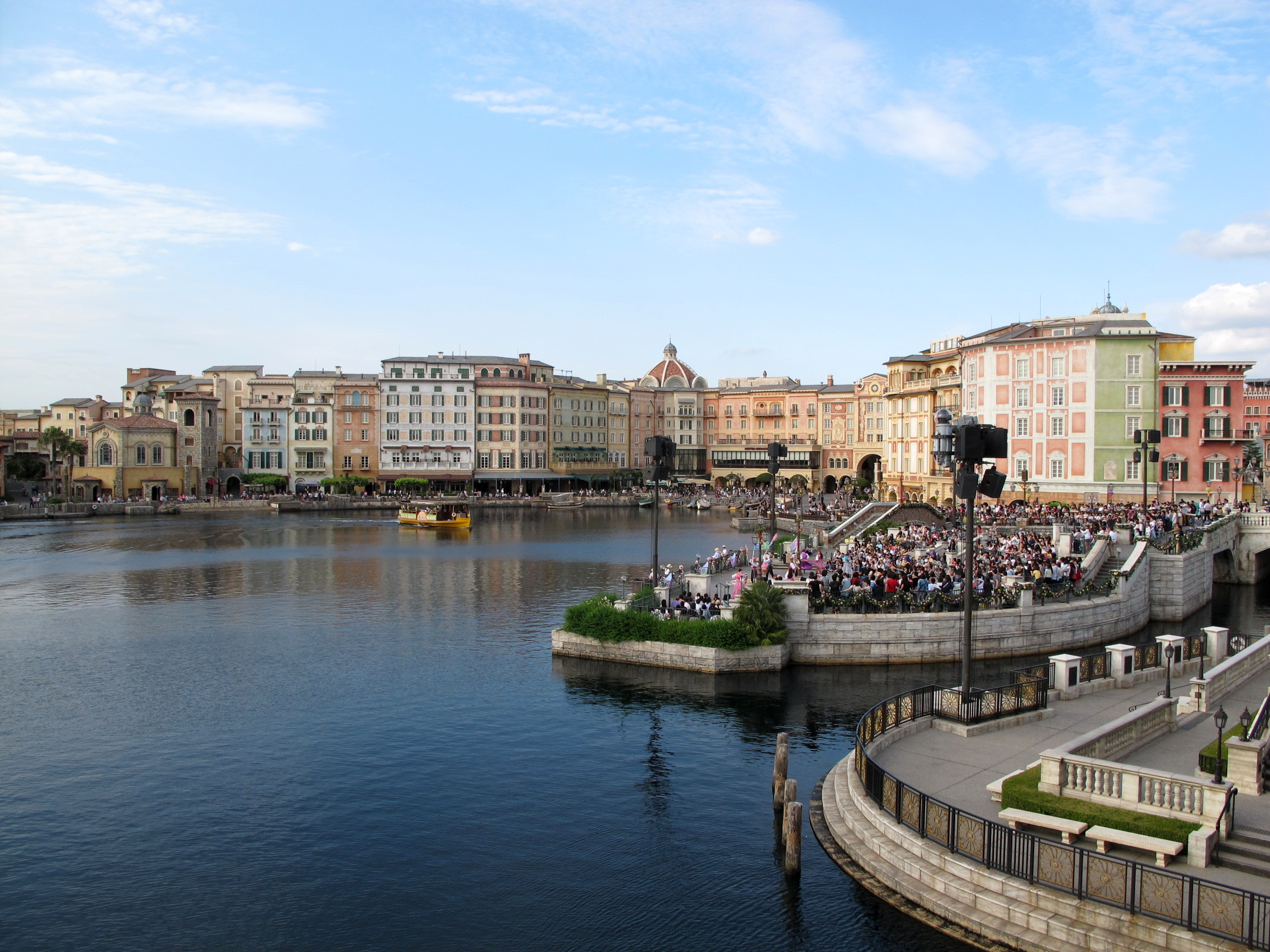
地中海港灣區域

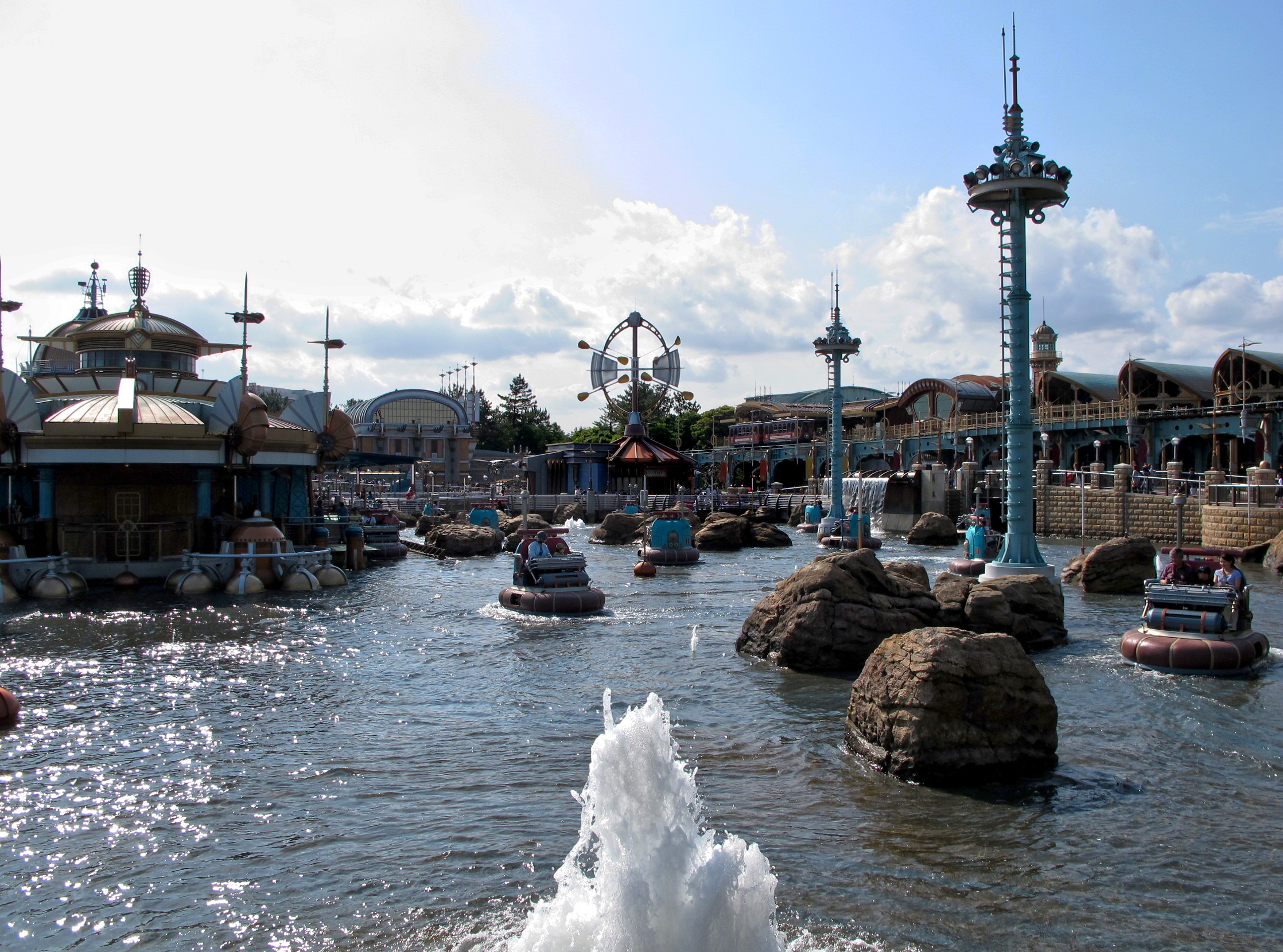
發現港內的汽船遊樂設施

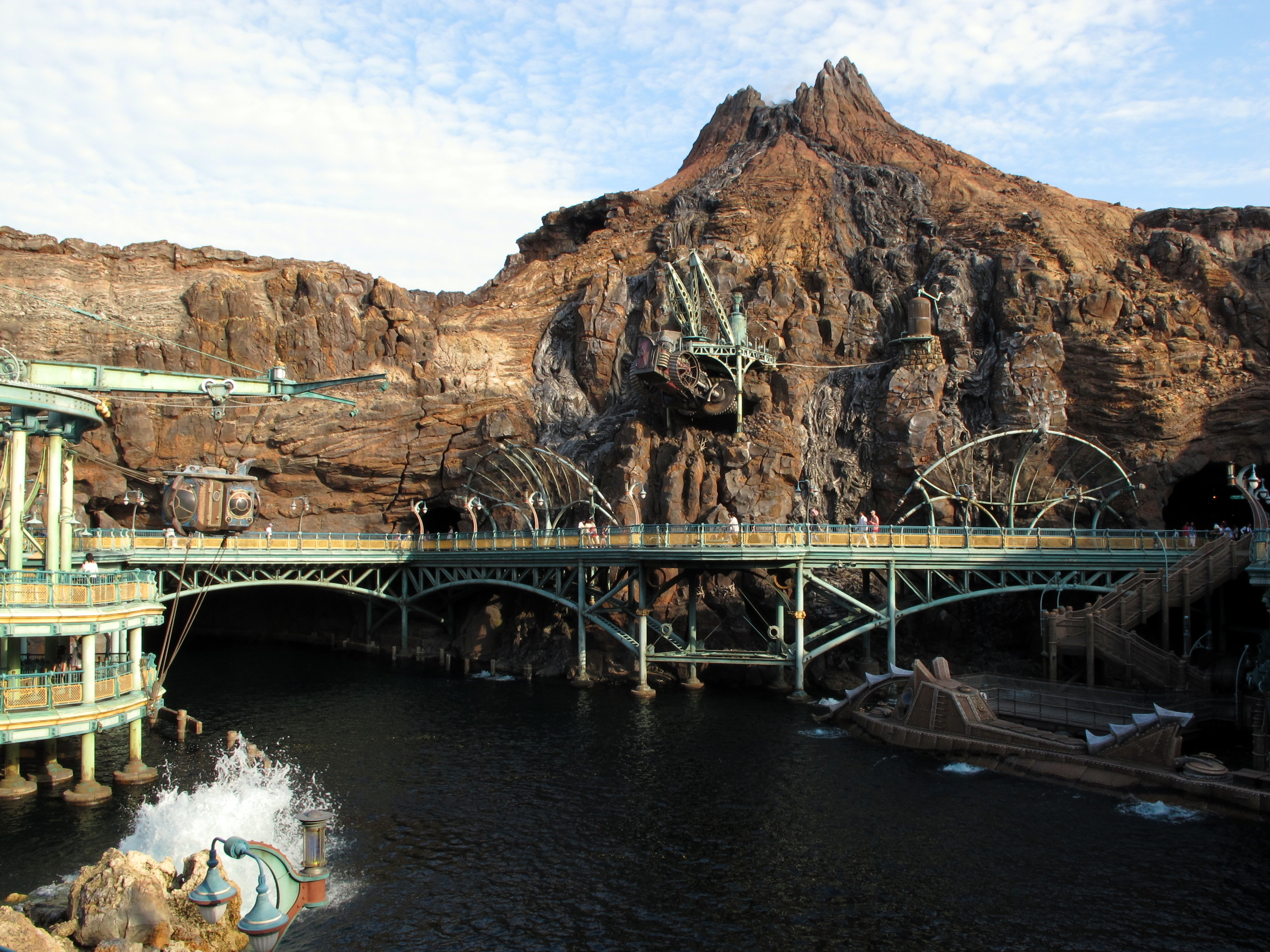
普羅米修斯火山內的神秘島

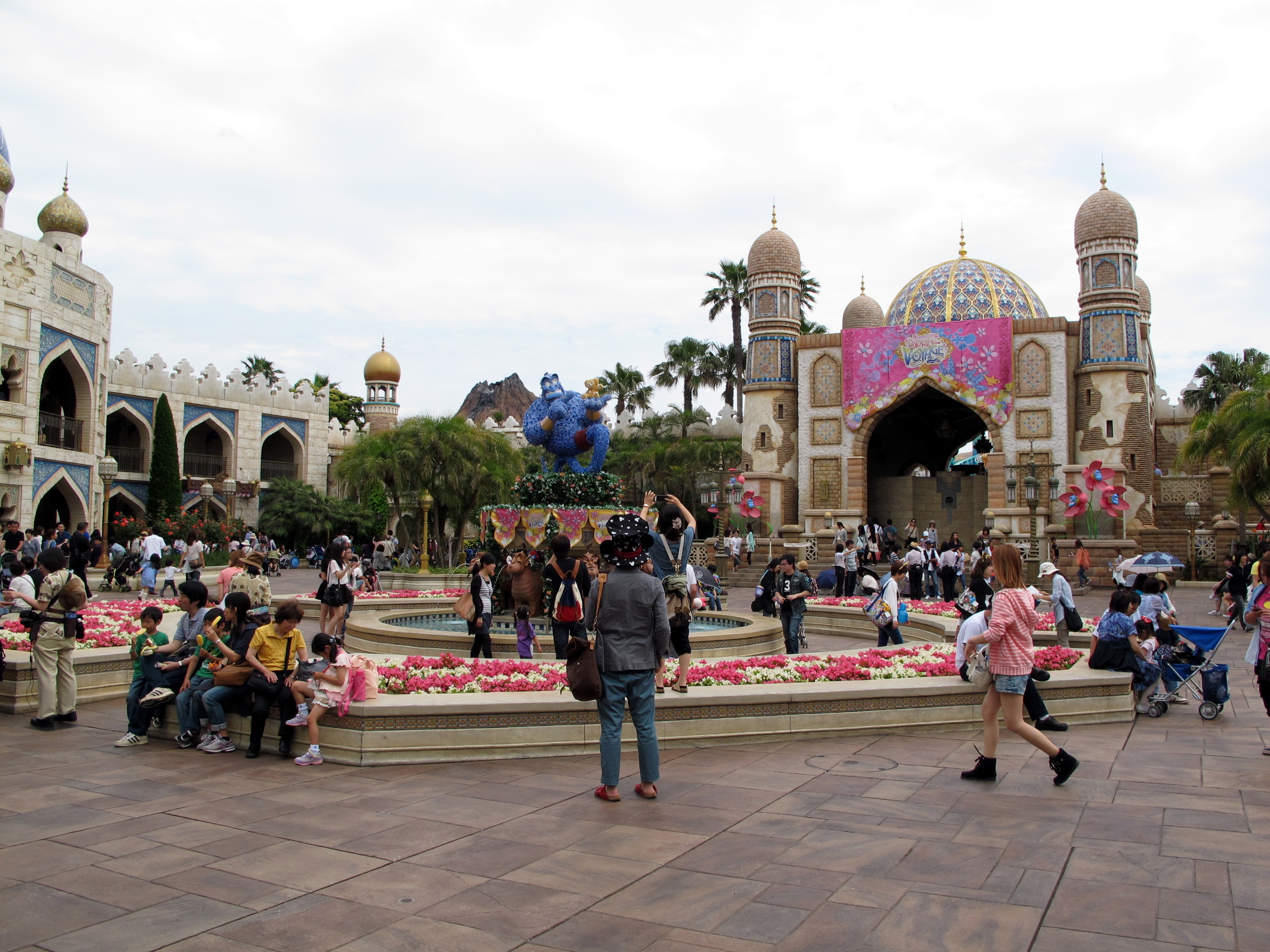
阿拉伯海岸

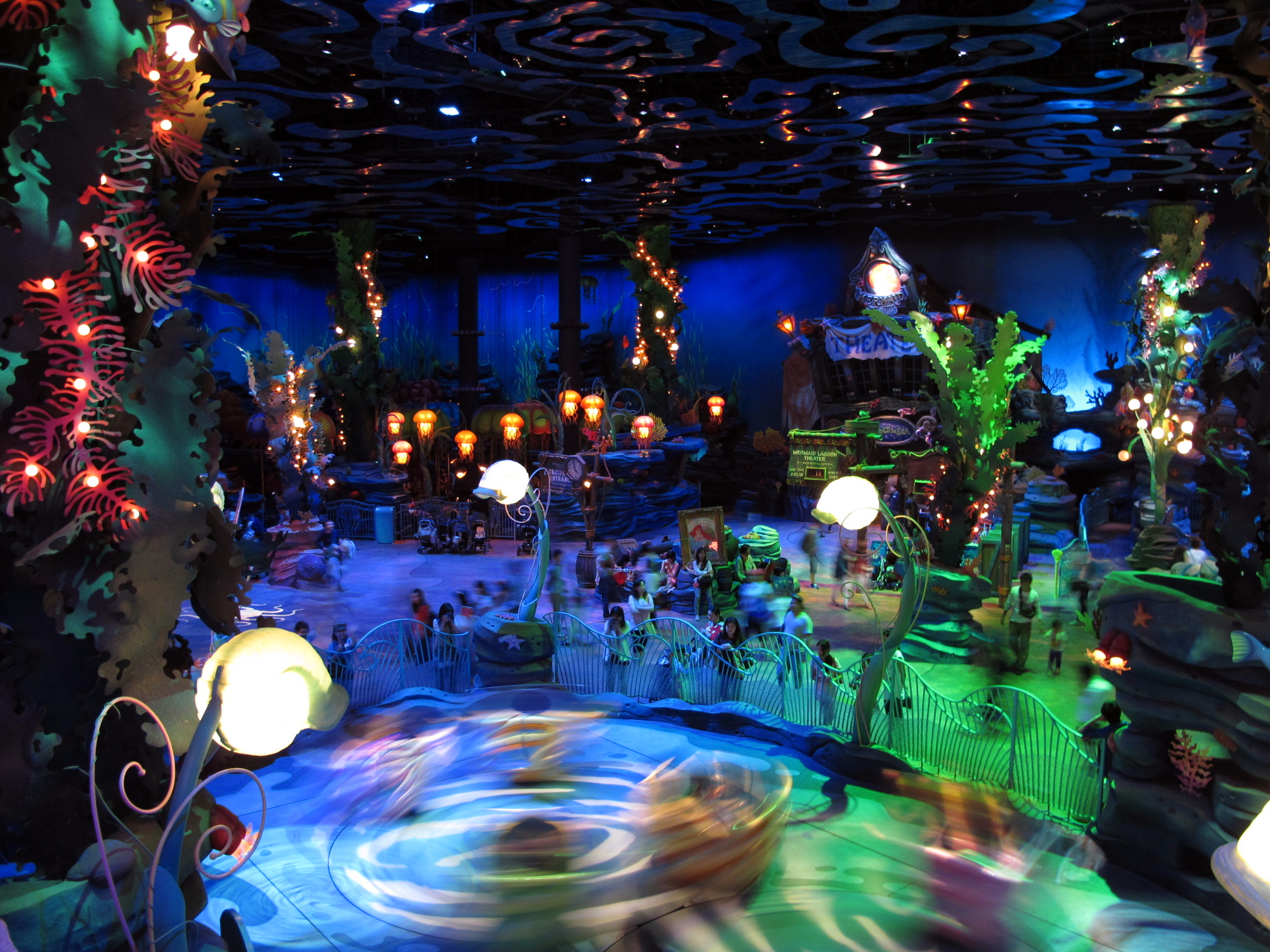
美人魚礁湖遊樂設施集中在室內

樂園內主要分成八個「主題海港」區域，在其中設置了與主題相符的設施、表演節目和餐廳。和東京迪士尼樂園不同的是，樂園內有銷售啤酒、葡萄酒等酒精性飲料，設定的客層也以成年人為主。
沿用東京迪士尼樂園的「角色迎賓」（character greeting）概念，除了米老鼠等迪士尼知名的角色之外，小魚仙、阿拉丁等卡通人物也會在樂園中登場。此外，由於米奇老鼠等角色被設定居住在東京迪士尼樂園的「卡通城」（Toontown）內，所以在東京迪士尼海洋中是以「親善大使」的形式登場。

### 地中海港灣
地中海港灣（Mediterranean Harbor）是以南歐的海港小鎮為主題，整個區域呈現「V」字形。風格參考了文藝復興時期地中海意大利西北方的菲諾港、五漁村、威尼斯的運河、葡萄牙和西班牙海岸邊的要塞等地點。
與東京迪士尼樂園的「世界市集」區域類似，遊樂設施與表演很少，以商店和餐廳為主。在這個區域共有3項遊樂設施、3項表演節目、16間商店、8家餐廳或小吃店。此外，地中海港灣內還有「東京迪士尼海洋觀海景大飯店」（Hotel MiraCosta），這是世界上僅有的兩間座落在迪士尼主題樂園「園區內」的飯店（另一為東京迪士尼海洋夢幻泉鄉飯店）。

### 美國海濱
美國海濱（American Waterfront）以20世紀初期美國的海港為主題，重現港邊的市街、村莊，和以當時紐約為主的「紐約區」。區域內最顯著的地標是一艘名為「S.S.哥倫比亞」的大型郵輪，作為餐廳以及表演節目的演出舞台使用，並不是真正能夠航行的郵輪。
美國海濱的位置和東京灣十分接近，中間雖然有道路、人行道和迪士尼渡假區線列車的軌道經過，但在設計上刻意僅讓東京灣顯露出來，達到借東京灣為背景的效果。

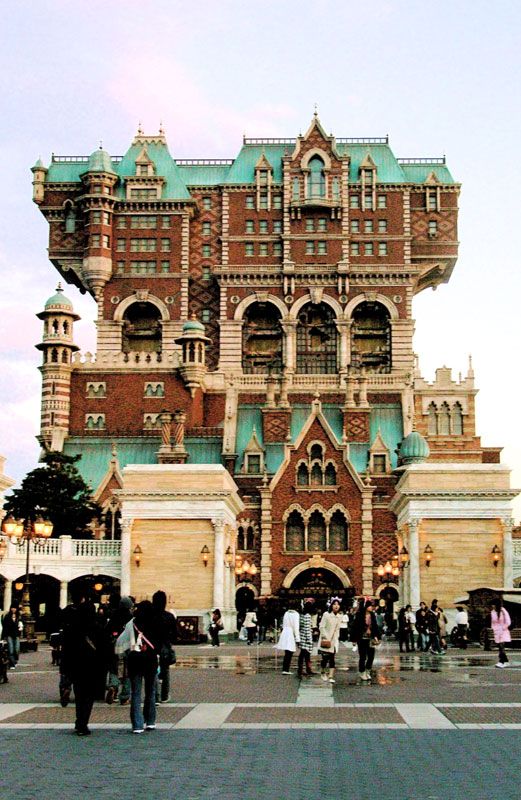
位於美國海濱的驚魂古塔

在各大主題海港中，美國海濱的餐廳數量是最多的，商店數量是僅次於地中海港灣的第二名。表演的公演次數也是所有區域中最多的，但遊樂設施則相當少。其中區域內第一個遊樂設施是2006年9月4日開幕的「驚魂古塔」。
2012年7月9日，「玩具總動員瘋狂遊戲屋」（Toy Story Mania!）開幕，早上9時開園後，許多遊客到場排隊，需等候四個小時以上才可入場。該設施是東京迪士尼樂園首次引進戴上3D眼鏡遊玩的乘車類遊樂設施，設施以《反斗奇兵》三輯動畫電影中登場的玩具世界為舞台，用槍射擊大屏幕上出現的氣球和盤子等目標，比賽得分高低。

### 發現港
發現港（Port Discovery）和東京迪士尼樂園的「明日世界」類似，都是以未來的都市作為設計主題。不過，明日樂園是以現代人虛構的未來為主要概念，而發現港則是以古代人幻想中的未來為主。類似的主題區還出現在巴黎迪士尼樂園度假區的巴黎迪士尼樂園。
此區域內共有3項遊樂設施、1間商店和1間餐廳（另有2個小食店）。

### 失落河三角洲
位於樂園的後段，區內最主要的建築是一個大型的墨西哥阿茲特克金字塔遺跡，內部是印第安納瓊斯冒險旅程：水晶骷髏頭魔宮遊樂設施。此外區內還有迪士尼海洋渡輪航線，遊客可搭乘渡輪回到地中海港灣區域。失落河三角洲區域內還有表演節目「神秘節奏」、雲霄飛車「忿怒雙神」等設施。

### 阿拉伯海岸
以迪士尼電影《阿拉丁》為藍本的主題園區。區內有四座遊樂設施，分別是3D影像魔術秀的室內設施「神燈劇場」、乘坐船隻的室內設施「辛巴達傳奇之旅」、「茉莉公主的飛天魔毯」和「沙漠商隊旋轉木馬」。

### 美人魚礁湖
以迪士尼電影《小美人魚》為設計藍本設的主題園區。

### 神秘島
普羅米修士火山是樂園內最大型的構造物，神秘島正是位於火山範圍內。區域中有著樂園中最受歡迎的遊樂設施之一「地心探險之旅」。

### 夢幻泉鄉
由《冰雪奇緣》、《魔髮奇緣》、《彼得潘》三個故事組成，區域中設有「東京迪士尼海洋夢幻泉鄉飯店」（Fantasy Springs Hotel）
2018年Oriental Land公開擴建計畫，投資約2500億日圓（約新台幣687億元）擴建東京迪士尼海洋樂園（迪士尼海洋），使用14萬平方公尺的空地用來打造新主題園區，包括了前述三大主題，以及一座全新度假飯店。完成後迪士尼海洋面積擴大20％。該新園區原先預計2022年正式對外營運，但因COVID-19疫情等因素，延遲至2024年春對外營運。
迪士尼海洋曾對夢幻泉鄉進行人流管制，遊客須憑Disney Primer Access、Standby Pass、期間限定票券「一日護照：神奇的夢幻泉鄉」、夢幻泉鄉飯店的住宿證明四者之一才能進入。2025年1月28日，人流管制取消，「一日護照：神奇的夢幻泉鄉」也在3月31日停止發行。

### 穿梭樂園內的交通
- 迪士尼海洋渡輪航線（蒸氣船）
- 威尼斯貢多拉遊船（由船夫所划行的遊船）
- 大都會交通工具（古董車）
- 迪士尼海洋電氣化鐵路（復古的電動式電車）

## 樂園象徵

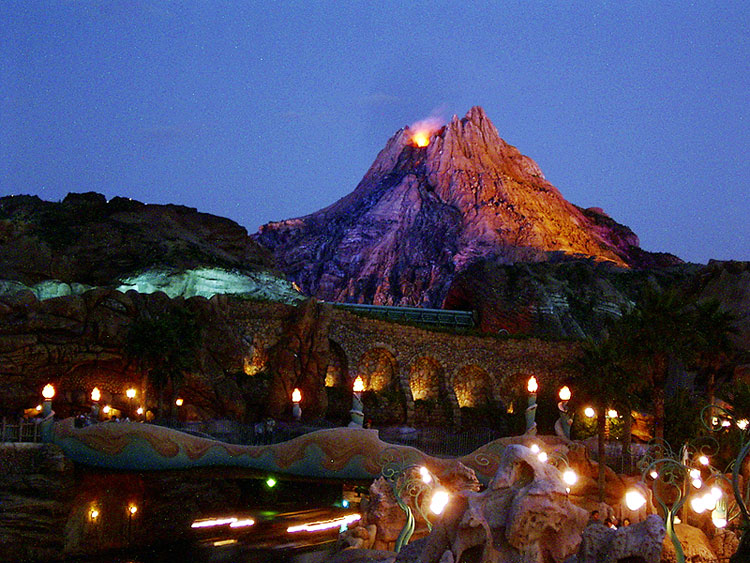
夜晚的普羅美修士火山，會定時噴發

東京迪士尼海洋有兩個象徵地標。第一個是位於入口廣場的「水之行星」（AquaSphere），是一座有著大型地球模型的噴泉。第二個是位在整個樂園中央的「普羅美修士火山」。

## 歷史年表
- 1988年4月15日 - 於東京迪士尼樂園開園五週年記者會上，發表第二主題樂園的計畫。
- 1990年10月30日 - 發表關於第二主題樂園內容「迪士尼好萊塢片廠主題樂園」的簡報
- 1991年
  - 1月1日 - OLC開設第二主題樂園檢討室
  - 9月5日 - 當時的OLC高橋政知會長與當時迪士尼的Frank Wells社長會談中，正式通知美方終止「片廠型」主題樂園的計畫。第二主題樂園的企劃於此歸零
- 1992年7月23日 - 迪士尼向OLC提出第二主題樂園為「東京迪士尼海洋（暫定）」的構想
- 1993年
  - 1月28日 - 迪士尼向OLC提出包含第二主題樂園在內，舞濱地區全體的企劃案
  - 8月24日 - 「東京迪士尼海洋」實行概念簡報
- 1994年12月12日 - 「東京迪士尼海洋」實行詳細概念簡報
- 1995年2月28日 - 「東京迪士尼海洋」基本計畫作業開始
- 1996年
  - 1月29日 - 「東京迪士尼海洋」實行基本計畫作業全面簡報
  - 4月30日 - 迪士尼與OLC就「東京迪士尼海洋樂園」與「東京迪士尼海洋大飯店」之授權、設計、建設、營運之合作進行簽約
- 1998年10月22日 - 「東京迪士尼海洋」及「東京迪士尼海洋觀海景大飯店」動工
- 2000年
  - 1月27日 - 贊助企業14社（第1期）確定（之後SOGO百貨取消贊助）
  - 4月15日 - 舉行「東京迪士尼海洋Special Preview」（於東京迪士尼樂園內的「迪士尼藝廊」舉行，至隔年9月3日）
  - 6月25日 - 贊助企業4社（第2期）確定
  - 11月15日 - 贊助企業3社（第3期）確定
- 2001年
  - 1月15日 - 票價正式發表
  - 1月18日 - 注水式
  - 3月23日 - 發表開幕日期
  - 4月17日 - 開始募集工作人員
  - 5月5日 - 開始接受團體門票預約（旅行社）
  - 5月21日 - 發表園內設施概要
  - 6月5日 - 開始接受團體門票預約（旅行社）
  - 8月1日 - 開放部分人士搶先入園
  - 8月4日 - 開始發售預售票
  - 8月21日 - 開始播放電視廣告
  - 9月4日 - 「東京迪士尼海洋」及「東京迪士尼海洋觀海景大飯店」正式開幕
- 2002年11月8日 - 東京迪士尼樂園、東京迪士尼海洋兩間樂園合計的第3億名遊客入園
- 2003年11月4日 - 「水濱公園（日语：ウォーターフロントパーク）」啟用
- 2004年
  - 4月22日 - 「迪士尼海洋交響曲」（DisneySEA Symphony）結束演出
  - 7月17日 - 夜間豪華娛樂表演「BraviSEAmo!」開始演出
- 2005年
  - 4月17日 - 遊樂設施「艾莉兒的迎賓洞窟」（Ariel's Greeting Grotto）開幕
  - 7月21日 - 遊樂設施「忿怒雙神」（Raging Spirits）啟用
- 2006年
  - 5月7日 - 表演節目「Porto Paradiso Water Carnival」結束演出
  - 6月19日 - 表演節目「Sail Away」結束演出
  - 7月4日 - 表演節目「Encore!」結束演出
  - 7月14日 - 「密西哥傳奇」（The Legend of Mythica）等新表演節目開始演出
  - 9月1日 - 調漲票券價格（依照票種不同，漲幅自200日元至6000日元不等）
  - 9月4日 - 驚魂古塔（Tower of Terror）開幕啟用
  - 11月1日 - 東京迪士尼樂園、東京迪士尼海洋兩間樂園合計的第4億名遊客入園
- 2007年
  - 3月21日～5月31日 - 首次舉行「東京迪士尼海洋春季嘉年華」
  - 3月28日 - 「辛巴達七海傳奇」整修改名為「辛巴達傳奇之旅」重新開幕
  - 2008年4月15日 - 東京迪士尼度假區全體首次舉行全體週年慶祝活動。主題為東京迪士尼度假區25th週年「飛躍夢想」（～2009年4月14日）
- 2009年
  - 9月10日 - 東京迪士尼海洋首次舉行萬聖節活動
  - 11月20日 - 偶像團體「嵐」包下東京迪士尼海洋舉行『嵐in東京迪士尼海洋Premium Event』。由好侍食品舉行的促銷抽獎活動中選出3525組7050人免費招待。
  - 12月25日 - 東京迪士尼海洋「港灣聖誕」結束、「燭光倒影」結束演出
- 2010年
  - 1月11日 - 「唐老鴨的造船家們」結束演出
  - 3月20日 - 「摯友達菲[[[Wikipedia:格式手册/链接#章節|錨點失效]]]」開始演出
  - 6月30日 - 「東京迪士尼海洋春季嘉年華」結束
  - 8月27日 - 東京迪士尼樂園、東京迪士尼海洋兩間樂園合計的第5億名遊客入園
  - 9月8日 - 「乘浪逐夢」結束演出
  - 11月8日～12月25日 - 東京迪士尼海洋首次舉行「聖誕願望」
  - 11月13日 - 夜間豪華娛樂表演「BraviSEAmo!」結束演出
- 2011年
  - 3月12日 - 由於3月11日發生之東日本大地震影響，東京迪士尼樂園及東京迪士尼海洋由於實施設備檢查之故，自該日起暫停營業。此外，由於地震造成地中海港灣「里多島」內一具音響塔傾斜，所幸並未造成人員傷亡。
  - 3月18日 - Oriental Land宣布，園內地中海港灣之儲水，將提供浦安市內五所市立中小學作為廁所用水
  - 4月28日 - 恢復正常營業、夜間豪華娛樂表演「Fantasmic!」開始演出、常態表演「開筳宴客」開始演出、卡通人物迎賓設施「米奇＆好友的迎賓小徑」開幕
  - 7月8日 - 卡通人物迎賓設施「漁村迎賓小屋」開幕、特別活動「夏日綠洲水花飛」首次舉行
  - 7月18日 - 全新遊樂設施「茉莉公主的飛天魔毯」開幕
  - 9月4日 ～ 2012年3月19日 - 東京迪士尼海洋10週年歡慶活動「Be Magical!」展開
- 2012年
  - 7月9日 - 全新遊樂設施「玩具總動員瘋狂遊戲屋」開幕。
- 2016年
  - 5月16日 - 遊樂設施「風暴騎士」結束營運。
- 2017年
  - 4月6日 - 東京迪士尼樂園宣佈，將斥資750億日圓（約53億港元）興建迪士尼動畫片「美女與野獸」主題園區，這是樂園1983年開業以來的最大投資項目，新園區佔地約4.7萬平方公尺，將於2020年春天完工。
  - 5月12日 - 全新遊樂設施「海底巡遊船：尼莫和&好友們的海洋世界」開幕。
- 2018年
  - 4月15日 - 迪士尼樂園35周年系列活動開始。
  - 5月 - 同時將捨棄紙張門票，讓遊客改以智慧型手機等電子載具作為進出樂園的通行證。
  - 6月14日 - 東京迪士尼度假區宣佈將斥資2500億日圓，在東京迪士尼海洋裡打造《冰雪奇緣》、《魔髮奇緣》與《小飛俠》主題園區，預計於2022年落成開幕。這三個動畫園區合併成東京迪士尼海洋的第八大主題港灣『魔法之泉』（後於開業前夕定名「夢幻泉鄉」），並在魔法之泉內打造世界迪士尼樂園中最高級的主題飯店[7]。
  - 7月5日 - 推出東京迪士尼度假區官方App，可以在App當中預約餐廳及報名觀賞表演等
- 2019年
  - 7月23日，全新遊樂設施『翱翔：夢幻奇航』開幕
  - 12月25日，聖誕節特別夜間水上節目「絢彩聖誕」結束演出
- 2020年
  - 2月29日，由於COVID-19疫情影響而休園，預計3月15日恢復營業。[2]
  - 3月15日~6月30日，由於2019冠狀病毒病日本疫情擴大之因素，原定3月15日重新營業營業的東京迪士尼渡假區在數次的延期後，最後進入無限期休園狀態。同時，原定3月25日結束的夜間水上節目「Fantasmic!」、3月31日關閉的「Ariel's Greeting Grotto」，以及未發表結束的「Hello New York!」等複數表演，皆在休園期間結束演出。
  - 7月1日，與東京迪士尼樂園同日重新營業。此外因受日本政府緊急事態宣言的影響，園區營業時間調整為8時~20時。
- 2022年
  - 11月11日，「堅信！夢想之海」正式公演，取代「Fantasmic!」，成爲樂園常設的夜間豪華娛樂表演。
- 2024年
  - 6月6日，「夢幻泉鄉」開放，「東京迪士尼海洋夢幻泉鄉飯店」同時開業。
- 2025年
  - 8月18日：「印第安納瓊斯冒險旅程：水晶骷髏頭魔宮」營業休止[8]。

## 事故与意外
- 2001年11月11日下午4点35分，「东京迪士尼海洋观海景大饭店」 （Hotel MiraCosta）阳台上的圣诞节灯饰起火，虽然很快就被扑灭，但园方已对园内的游客发出避难指示。
- 2004年10月22日下午3点左右，东京迪士尼海洋发生所有区域的大规模停电。园内的各项设施皆停止运作。原本预定晚间10点的闭园时间提早到晚间6点。园方退还了门票金额给当天入园的游客，并且在赠送下次能免费入园的优待门票。此外，也赠送了当天东京迪士尼乐园的免费入场券，可让游客改到不受停电影响的迪士尼乐园游玩，并让游客免费搭乘迪士尼渡假区线。[9]
- 2006年7月25日晚间，东京迪士尼海洋的音响设备损坏，造成园区的音乐播放中断。隔天即修复完成。
- 2011年3月11日，因日本本州岛海域地震影响东京迪士尼乐园预计休园10天。由于电力供应不足，3月18日宣佈无限期暂停营业。4月28日，在实施节电措施之下恢复正常营业。
- 2012年5月28日，一名34岁男游客，周一乘坐园内「忿怒双神」过山车，他在工作人员检查过山车时未有按住安全栏杆，导致栏杆在过山车开动时弹开。该男子因担心有危险而下车，他单脚踩地被拖行达2米，导致右脚受轻伤。营运公司事后临时关闭肇事过山车，当地警方正就意外进行调查。这是东京迪士尼海洋首次发生游客受伤事故。[10]
- 2015年10月27日，首度发生工作人员死亡事故。东京迪士尼海洋乐园27日上午5时半左右，在「地中海港湾」的游乐设施「威尼斯贡多拉游船」的人工河川中发现1名工作人员沉在河裡，经送医急救仍不幸死亡。死者是46岁的临时工宫泽司，负责清扫人工河川周边环境，他27日从清晨零时开始工作，负责在栈桥上洒水以及用抹布清扫栈桥，但上午5时过后才被其他工作人员发现时已溺水。东京迪士尼海洋27日仍照常开园营业，但「威尼斯贡多拉游船」直到上午11时40分左右才开始营运。这是包括东京迪士尼乐园在内的东京迪士尼度假區1983年开园以来，传出的首起工作人员死亡事故。

## 官方贊助廠商

### 現在的贊助廠商
- NTT docomo
Fantasmic! （2011年4月23日－2020年3月25日[11]）
堅信！～夢想之海～（Believe! Sea of Dreams， 2022年11月11日－）
- 龜甲萬
櫻花餐廳
- 麒麟麥酒
S.S.哥倫比亞餐廳
泰迪羅斯福歡飲廳
- 講談社
密西哥傳奇（2006年7月14日－2014年9月7日）
龜龜漫談
- JCB
風暴騎士（2015年5月19日－2016年5月16日）
海底巡遊艇：尼莫＆好友的海洋世界
- ENEOS
迪士尼海洋渡輪航線
- 第一生命
地心探險之旅
嬰兒車＆輪椅出租
- TOMY
迪士尼海洋電氣化鐵路（2001年9月－2006年9月,2007年4月－）
- 日冷食品
紐約美味房
- 日本航空
百老匯音樂劇場
- 日本可口可樂
海底兩萬哩
鱈魚岬錦標美食
- 日本通運
辛巴達傳奇之旅
快遞中心
- 日本Unisys
要塞探險
- 好侍食品
凱茲堡餐飲廣場
- 富士軟片
神燈劇場
照相用品社
- 普利司通
飛機庫舞台
- Prima Ham
猶加敦基地營燒烤
- 松下電器產業株式會社
印第安瓊斯®冒險旅程：水晶骷髏頭魔宮
- 明治乳業株式会社
尚比尼兄弟餐廳
冰淇淋推車
嬰兒中心
- 山崎麵包
處女航紀念日自助餐館
- UCC
波多菲諾咖啡坊
餅乾媽媽西點
- Juchheim's
威尼斯貢多拉遊船

### 過去的主要贊助廠商
- 日產自動車（2001年9月－2006年9月）
- Hill's-Colgate（－2006年9月）
- 日本水產（2001年9月－2006年9月）
- SEIKO（2001年9月－2006年9月）
- 森永（2001年9月－2006年9月）

## 外部連結
- 官方網站 （页面存档备份，存于）
- 官方的Facebook專頁